# 比西耶尔迪努瓦斯
比西耶尔迪努瓦斯（法語：Bussière-Dunoise，法語發音：[bysjɛʁ dynwaz]）是法国克勒兹省的一个市镇，位于该省北部偏西，属于盖雷区。

## 地理
比西耶尔迪努瓦斯（46°15'32"N, 1°45'46"E）面积41.13 平方千米，位于法国新阿基坦大区克勒兹省，该省份为法国中部省份，位于法國中央高原西北部，北起安德尔省和谢尔省，西接维埃纳省，南至科雷兹省，东临多姆山省，东北与阿列省接壤。
与比西耶尔迪努瓦斯接壤的市镇（或旧市镇、城区）包括：昂泽姆、拉塞勒迪努瓦斯、弗勒拉、纳亚、圣叙尔皮斯-勒迪努瓦、圣叙尔皮斯-勒盖雷图瓦、圣沃里。
比西耶尔迪努瓦斯的时区为UTC+01:00、UTC+02:00（夏令时）。

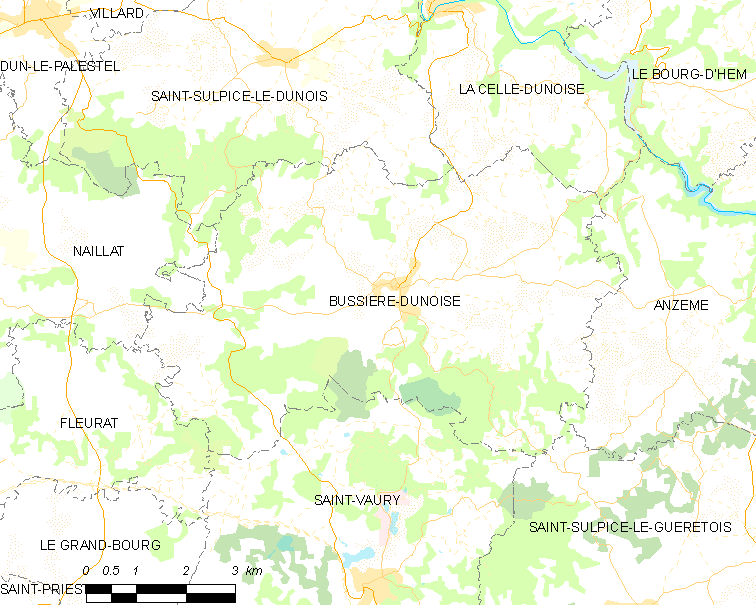
比西耶尔迪努瓦斯的OSM定位图

## 行政
比西耶尔迪努瓦斯的邮政编码为23320，INSEE市镇编码为23036。

## 政治
比西耶尔迪努瓦斯所属的省级选区为圣沃里县。

## 交通
克勒兹省省道D14线、D22线、D47线和D56线等经过比西耶尔迪努瓦斯境内。

## 人口

1962-2008年间比西耶尔迪努瓦斯人口变化图示

比西耶尔迪努瓦斯于2022年1月1日时的人口数量为1045人。